# Franjo Bučar
Franjo Bučar (Zagreb, 25. studenog 1866. – Zagreb, 26. prosinca 1946.) bio je hrvatski književnik, književni povjesničar i sportski djelatnik.

## Životopis
Otac mu je bio Slovenac Jožef (Josip) Bučar, majka mu je bila Hrvatica Franjica Mikšić. Školovao se u Zagrebu, Beču i Stockholmu, gdje je proučavao gimnastički sustav Švedske. Završio je Klasičnu gimnaziju u Zagrebu 1886. godine. Filozofski fakultet, smjer povijest i zemljopis završio je u Zagrebu, a povijesne znanosti doktorirao je u Grazu 1897. godine.
Kao povjesničar književnosti, bavio se istraživanjem protestantske književnosti u Hrvata, a pisao je i o skandinavskim književnostima. Bio je istaknuti sportski pisac te je napisao više priručnika za mnoge vrste športova.
Bio je popularizator i pokretač uvođenja mnogih sportskih disciplina u Hrvatskoj, primjerice gimnastike, skijanja, hokeja na ledu i drugih sportova. Godine 1895. preveo je te uvodom i uputom popratio djelo švedskog autora C. H. Liedbecka Gimnastika za pučke škole. U svom djelu Igre za društva i škole iz 1925. godine u Zagrebu objavljuje prva odbojkaška pravila. Godine 1936. je objavio djelo Eugena Kvaternika Promemorija princu Jeromeu Napoleonu. Preveo i predgovor napisao Franjo Bučar.
Sudjelovao je u osnivanju brojnih klubova i strukovnih saveza, a odigrao je i istaknutu ulogu u sokolskoj organizaciji. Zaslužan je za izgradnju modernih gimnastičkih dvorana u Zagrebu, Karlovcu i Varaždinu te igrališta u Zagrebu (na prostoru današnjeg Srednjoškolskog igrališta u Klaićevoj ulici i bivšeg igrališta u Tuškancu). Ostavio je opsežnu korespodenciju sa značajnim ličnostima europske kulture i sporta. Sakupio je biblioteku od nekoliko tisuća svezaka. Nagrađen je brojnim domaćim i stranim priznanjima. Godine 1909. izabran je za prvog predsjednika Hrvatskog športskog saveza. Može se reći da je Franjo Bučar donio sve sportove u Hrvatsku koji su za njegova života postojali. Osnivač je i prvi predsjednik Jugoslavenskog olimpijskog odbora (1919. – 1927.), koji u početku djeluje u Zagrebu. Član je Međunarodnog olimpijskog odbora od 1920. do 1946. godine.
Po njemu je nazvana Državna nagrada za šport "Franjo Bučar" i to je najviša nagrada koju Hrvatska država dodjeljuje za izuzetna dostignuća u području razvitka sporta kao i postignuća u svezi s trajnim razvitkom sporta. Dodjeljuje se od 1991. godine.
Najveće postignuće Franje Bučara u sportovima kojim se bavio (a nastupao je u sportskoj gimnastici, klizanju, skijanju i mačevanju) je bilo drugo mjesto u "strmoj vožnji" na skijaškom natjecanju u Pragu 1896. godine.
Bučarovi učenici su također ostavili traga u širenju sportske kulture. Njegov učenik Ljudevit Filipec, učitelj gimnastike, utemeljio je Hrvatski sokol u Varaždinu 1902. godine te Sokolicu, prvu žensku gimnastičku skupinu u Hrvatskoj 1906. godine, a bio je pionirom nogometne igre u Varaždinu.

## Djela
- Gimnastika i igre u pučkoj školi, Zagreb, (1909.) (suautor Viktor Rudolf)
- Povijest hrvatske protestanske književnosti za reformacije, Zagreb, (1910.)
- Vježbe u tlu, (priredio prema 2. njemačkom izdanju Oskara Joryja te dodao Igre u prirodi), Zagreb, (1917.)
- Igre za društva i škole, Zagreb, (1925.)
- Povijest Hrvatskog Sokola – Matice u Zagrebu: 1874. – 1885., Zagreb, (1925.)
- Bibliografija hrvatske protestantske književnosti za reformacije. Sakupio Franjo Bučar, nadopunio i sredio Franjo Fancev, Zagreb, (1938.)
- Uzajamni književni rad Hrvata i Bugara. Hrvatska revija, br. 10, 1942. g.
- O hrvatskoj protestantskoj tiskari u Njemačkoj u XVI. stoljeću, Zagreb, (1943.)

## Vanjske poveznice
- Državna nagrada športa Franjo Bučar[neaktivna poveznica]